# Don't Look Back (Natalie Cole)
| Recensione              | Giudizio |
| ----------------------- | -------- |
| AllMusic                | [ 3 ]    |
| Dizionario del Pop-Rock | [ 4 ]    |

Don't Look Back è un album in studio della cantante statunitense Natalie Cole, pubblicato nel maggio 1980.

## Tracce

### LP
Lato A
1. Don't Look Back – 4:08 (Fred Allen, Marvin Yancy, Natalie Cole)
2. (I've Seen) Paradise – 5:30 (Marvin Yancy, Natalie Cole)
3. Hold On – 4:50 (Marvin Yancy, Kevin Yancy, Natalie Cole)
4. Stairway to the Stars – 3:08 (Frank Signorelli, Matty Malneck, Mitchell Parish)
5. I'm Getting into You – 3:57 (Chuck Bynum, Marvin Yancy, Natalie Cole)

Lato B
1. Someone That I Used to Love – 4:05 (Gerry Goffin, Michael Masser)
2. Danger Up Ahead – 6:30 (Natalie Cole)
3. Beautiful Dreamer – 4:10 (Natalie Cole)
4. Cole Blooded – 4:56 (Gene Barge, Natalie Cole)

## Musicisti
Don't Look Back
- Natalie Cole - voce solista
- Chuck Bynum - chitarra
- Marvin Yancy - tastiere
- Linda Williams - tastiere
- Larry Ball - basso
- James Gadson - strumento
- Gene Barge - arrangiamento
- Marvin Yancy e Gene Barge - arrangiamento parte ritmica

(I've Seen) Paradise
- Natalie Cole - voce solista
- Marvin Yancy - tastiere
- Linda Williams - tastiere
- Larry Ball - basso
- James Gadson - batteria
- Gene Barge - arrangiamento
- Marvin Yancy e Gene Barge - arrangiamento parte ritmica

Hold On
- Natalie Cole - voce solista
- Chuck Bynum - chitarra
- Marvin Yancy - tastiere
- Linda Williams - tastiere
- Gene Barge - sassofono alto (solo)
- Larry Ball - basso
- James Gadson - batteria
- The Colettes - cori
- The N Sisters - cori
- Anita Anderson - cori
- Gene Barge - arrangiamento
- Marvin Yancy e Gene Barge - arrangiamento parte ritmica

Stairway to the Stars
- Natalie Cole - voce solista
- Nelson Riddle - arrangiamento
- Marshall Royal - sassofono alto (The Nelson Riddle Big Band)
- Jackie Kelso - sassofono alto (The Nelson Riddle Big Band)
- Curtis Amy - sassofono tenore (The Nelson Riddle Big Band)
- Ernie Watts - sassofono tenore (The Nelson Riddle Big Band)
- Bill Green - sassofono baritono (The Nelson Riddle Big Band)
- Bobby Bryant - tromba (The Nelson Riddle Big Band)
- Oscar Brashear - tromba (The Nelson Riddle Big Band)
- Chuck Findley - tromba (The Nelson Riddle Big Band)
- George Bohanon - trombone (The Nelson Riddle Big Band)
- Garnett Brown - trombone (The Nelson Riddle Big Band)
- Chris Riddle - trombone (The Nelson Riddle Big Band)
- Robert Payne - trombone (The Nelson Riddle Big Band)
- Linda Williams - pianoforte (The Nelson Riddle Big Band)
- Larry Ball - basso (The Nelson Riddle Big Band)
- Michael Clinco - chitarra (The Nelson Riddle Big Band)
- Norm Jeffries - batteria (The Nelson Riddle Big Band)
- John Fresco - contractor (The Nelson Riddle Big Band)

I'm Getting into You
- Natalie Cole - voce solista
- Chuck Bynum - chitarra
- Marvin Yancy - tastiere
- Larry Ball - basso
- James Gadson - batteria
- Gene Barge - arrangiamento
- Marvin Yancy e Gene Barge - arrangiamento parte ritmica

Someone That I Used to Love
- Natalie Cole - voce solista
- Michael Masser - tastiere
- Leland Sklar - basso
- Rick Shlosser - batteria
- Lee Holdridge - arrangiamento orchestra
- Michael Masser - arrangiamento parte ritmica

Danger Up Ahead
- Natalie Cole - voce solista
- Steve Hunter - chitarre
- Marvin Yancy - tastiere, farfisa
- Linda Williams - tastiere
- Larry Ball - basso
- James Gadson - batteria
- Gene Barge e Larry Ball - arrangiamento parte ritmica

Beautiful Dreamer
- Natalie Cole - voce solista, tastiere, arrangiamento parte ritmica
- Larry Ball - basso
- James Gadson - batteria
- Gene Barge - arrangiamento

Cole Blooded
- Natalie Cole - voce solista
- Chuck Bynum - chitarra
- Marvin Yancy - tastiere
- Larry Ball - basso
- James Gadson - batteria
- Gene Barge - arrangiamento, arrangiamento parte ritmica

Note aggiuntive
- Marvin Yancy e Gene Barge - produttori (eccetto brano: Someone That I Used to Love)
- Michael Masser - produttore (solo nel brano: Someone That I Used to Love)
- Chuck Bynum - assistente alla produzione
- Registrazioni effettuate al Scott/Sunstorm Studios di Hollywood, California
- Gerry E. Brown - capo ingegnere delle registrazioni
- Reggie Dozier, Rick Surber e Jerry Hall - assistenti ingegnere delle registrazioni
- Brano: Stairway to the Stars, registrato al United Western Studios di Hollywood, California
- Paul Dobbe - ingegnere delle registrazioni
- David Ahlert - assistente ingegnere delle registrazioni
- Remixaggio effettuato al Scott/Sunstorm Studios di Hollywood, California
- Gerry E. Brown - ingegnere del remixaggio
- Mastering effettuato al Capitol Records Studios di Hollywood, California da Wally Traugott
- Glen Christensen - art direction e design copertina album
- Georgina Karvellas - foto[5]

## Classifica
Album
| Anno | Classifica             | Posizione raggiunta |
| ---- | ---------------------- | ------------------- |
| 1980 | Billboard 200          | 77                  |
| 1980 | Top R&B/Hip-Hop Albums | 17                  |

Singoli
| Anno | Titolo del brano            | Classifica            | Posizione raggiunta |
| ---- | --------------------------- | --------------------- | ------------------- |
| 1980 | Someone That I Used to Love | Billboard Hot 100     | 21                  |
| 1980 | Someone That I Used to Love | Adult Contemporary    | 3                   |
| 1980 | Someone That I Used to Love | Hot R&B/Hip-Hop Songs | 21                  |
| 1980 | Hold On                     | Hot R&B/Hip-Hop Songs | 38                  |